# An-74 (航空機)
An-74/Ан-74
アントーノウ航空のAn-74T
- 用途：輸送機
- 設計者：ANTKアントーノウ
- 製造者：ハルキウ航空機製造企業
- 運用者

- アエロフロート・ロシア航空
- エジプト空軍
-  ウクライナ政府専用機
-  ラオス空軍政府専用機

など
- 初飛行：1983年9月29日
- 生産数：生産中
- 生産開始：1990年9月13日
- 運用開始：1991年4月
- 運用状況：現役
- ユニットコスト：約1,700-2,000万USドル（2006年時点）

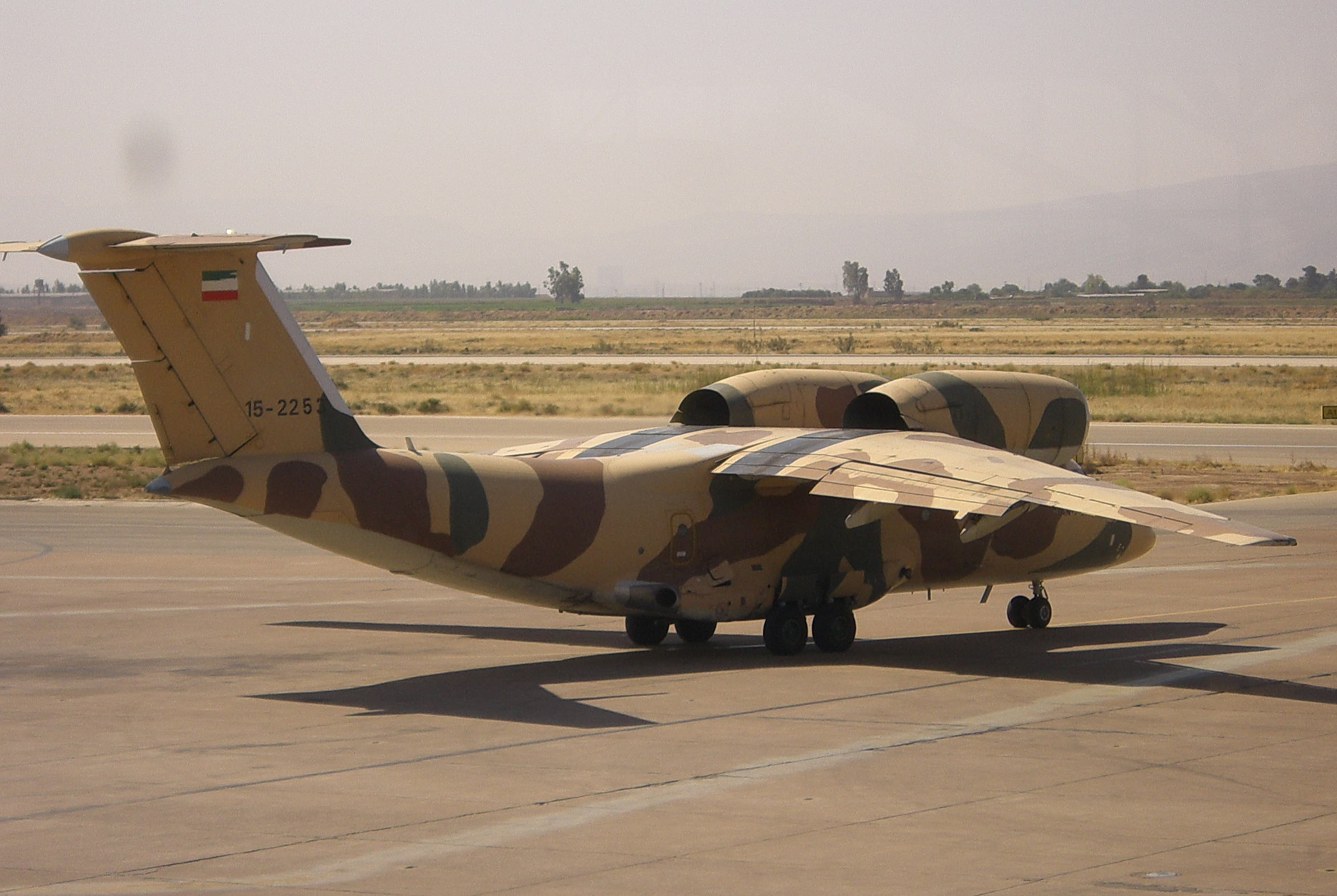
イラン空軍のAn-74T

An-74（アントノフ74；ウクライナ語：Ан-74スィムデスャート・チョトィールィ；ロシア語：Ан-74スィェーミヂェスャト・チトィーリェ）は、双発式アッパーサーフェスブローイングSTOLジェット輸送機である。実質的には同じ、ソ連（現ウクライナ）のANTK アントーノウが開発したAn-72輸送機の後期生産型に相当する。
北大西洋条約機構（NATO）は、英語で「石炭商」を意味する「コーラー」（Coaler）というNATOコードネームを用いた。

## 運用国

### 民間
ロシア
- アエロフロート・ロシア航空

 ウクライナ
- CAVOK Air（英語版）

### 軍用
エジプト
- エジプト空軍

An-74T-200A 9機
 イラン
- イラン空軍

An-74TK-200 4機、7機、An-74T-200 後にイスラム革命防衛隊へ
 ラオス
- ラオス人民解放軍空軍（英語版）

An-74TK-300D 1機
 トルクメニスタン
- トルクメニスタン空軍

2024年時点で、2機のAn-74TKを保有。

## 事故
- 2014年5月17日、ラオス空軍のAN-74TK300型機が、同国シエンクワーン県に墜落し、ドゥアンチャイ・ピチット副首相兼国防相など政府要人らが死亡した[2]。

## スペック
- 全長：28.07m
- 全幅：31.89m
- 高さ：8.65m
- 翼面積: 98.62m2
- 機体重量：19t
- 積載重量：10t
- 最大離陸重量：36t
- 最大速度：705km/h
- 操縦乗員：2名
- 乗客：68名の兵士もしくは57名の負傷者、または10tまでの積載物
- エンジン：イーウチェンコ＝プロフレース製D-36A×2
- 最大上昇高度：11,800m
- 航続距離：4,325km（フェリー時）
- 最大上昇限界高度：11,800m